# Psychoda fucosa
Psychoda fucosa és una espècie d'insecte dípter pertanyent a la família dels psicòdids.

## Descripció
- La femella fa 1,1 mm de llargària a les antenes, mentre que les ales, amb 4 franges marrons, li mesuren 1,8 de longitud i 0,7 d'amplada.
- Les antenes de la femella presenten 15 segments (el núm. 14 és petit i està sòlidament fos amb el 13, mentre que el 15 està separat i és més gran que el 14)
- El mascle no ha estat encara descrit.[2]

## Distribució geogràfica
Es troba a l'illa de Borneo.